# 忠防镇
忠防镇，中华人民共和国湖南省岳阳市临湘市下属的一个镇。镇政府驻汀家畈。

## 历史
- 明朝时，隶属楚冲区。
- 清朝时，为楚冲上里忠防团。
- 中华民国时，改为忠防区。
- 1956年，改为忠防乡。
- 1958年，改为忠防人民公社。
- 1984年，改为忠防乡。
- 1985年5月，与桃矿镇合并为忠防镇。

## 自然环境
忠防镇东南部为山地，扼湘、鄂之要道。古代为雁南关所在，有湘北“十里山城”之称。境内有九宿山、南山、狮子山、官山等，盛产竹木、茶叶。矿产资源方面有铅、锌、萤石、绿柱石、长石、石英石、云母、沙金等。镇中部忠防河上游建有蓄水2300万立方米的忠防水库。镇南北部为丘陵地区，盛产稻谷、果、粟、红菇、茶叶、油料、大豆等。

## 行政区划
2008年，忠防镇下辖：
- 2社区：新建社区、渔潭社区
- 16村：平安村、汀畈村、沙坪村、高坪村、长岭村、小丰村、中雁村、丘坪村、马港村、刘阳村、忠防村、木形村、新田村、响山村、双港村、渔潭村